# Kenta Ishii
Kenta Ishii (石井 健太 Ishii Kenta?), född 8 december 1987 i Shizuoka prefektur, är en japansk fotbollsspelare.
Ishii började sin karriär 2010 i Honda Lock. 2013 flyttade han till Kamatamare Sanuki.